# Santa Luċija
Santa Luċija ist ein Dorf mit 2958 Einwohnern (Stand 31. Dezember 2020), das sich im 20. Jahrhundert auf der Insel Malta entwickelt hat.

## Lage
Laut Artikel in der Regierungszeitung vom 7. Juli 1961 wird ihm das Gebiet zwischen Tal-Barrani an der Umgehungsstraße von Tarxien und der Umgehungsstraße von Luqa zugeordnet. Santa Luċija wurde der Ort nach der Kapelle aus dem 16. Jahrhundert in dieser Gegend benannt.

## Sehenswürdigkeiten

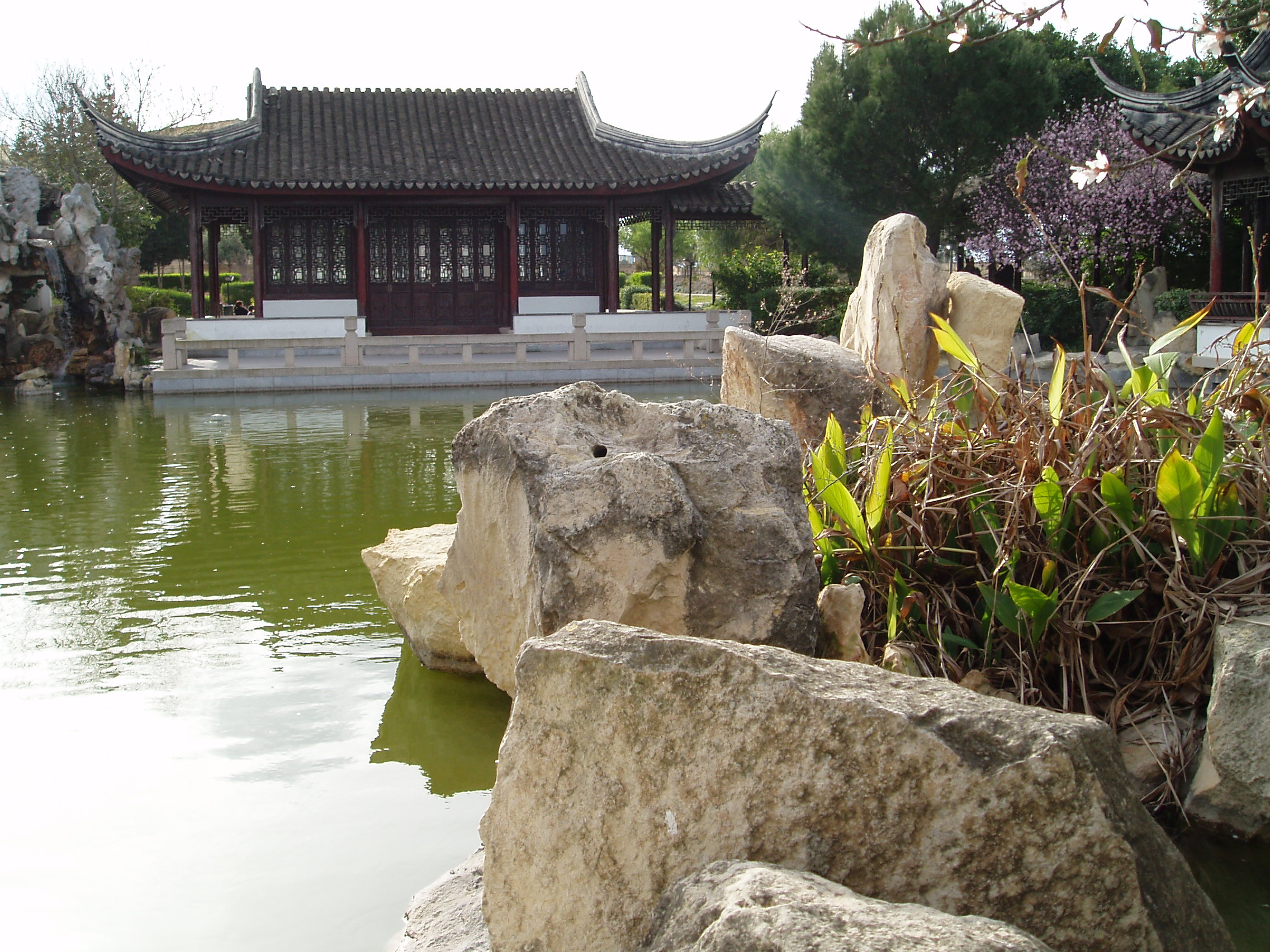
Chinese Garden of Serenity

Die Pfarrkirche ist Papst Pius X. geweiht.
In Santa Luċija gibt es den „Chinese Garden of Serenity“, einen chinesischen Park. Dort findet sich auch ein Hypogäum (jungsteinzeitliche Fundstätte), die 1973 entdeckt wurde.